# أصوات القلب

Front of صدر, showing surface relations of عظمs, رئة (purple), غشاء الجنب (blue), and قلب (red outline). The location of best auscultation for each صمام قلبي are labeled with "M", "T", "A", and "P".
First heart sound: caused by atrioventricular valves - صمام تاجي (M) and Tricuspid (T).
Second heart sound caused by semilunar valves -- Aortic (A) and Pulmonary/Pulmonic (P).

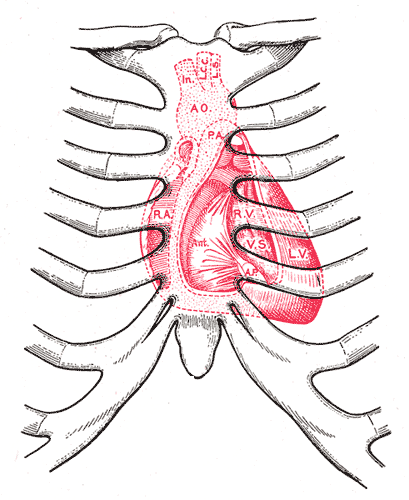
Diagram showing relations of opened heart to front of thoracic wall. Ant. Anterior segment of صمام ثلاثي الشرفات. A O. أبهر. A.P. Anterior عضلة حليمية. In. شريان عضدي رأسي. L.C.C. Left شريان سباتي أصلي. L.S. Left شريان تحت الترقوة. L.V. بطين أيسر. P.A. جذع رئوي. R.A. أذين أيمن. R.V. بطين أيمن. V.S. حاجز بين البطينين.

أصوات القلب (بالإنجليزية: Heart sounds) هي الضوضاء الناتجة عن ضربات القلب وتدفق الدم فيه. على وجه التحديد، والأصوات تعكس الاضطرابات التي تنشأ في صمامات القلب إذا ماأغلقت فجأة. قد يقوم الطبيب عادة باستعمال السماعات الطبية للاستماع لهذه الأصوات الفريدة والمتميزة التي توفر الهامة السمعية والبيانات المتعلقة حالة القلب.

## العلاقة بين أصوات القلب وضخ القلب
عند إصغاء القلب باستعمال السماعة الطبية لا يسمع الفاحص فتح الصمامات لأنها عملية بطيئة نسبياً ولا تسبب أي ضجيج بالحالة الطبيعية. وعلى كل حال عندما تنغلق الصمامات فإن وريقاتها والسوائل المحيطة بها تهتز تحت تأثير اختلافات الضغط الآتية الحاصلة مسببةً صوتاً ينتقل بكل الاتجاهات خلال جدار الصدر.
عندما ينقبض البطينان يسمع الفاحص أولاً صوتاً ينتج عن انغلاق الصمام الثلاثي الشرف (Tricuspid valve) والصمام التاجي الميترالي (mitral valve) وهو اهتزاز منخفض اللحن وطويل نسبياً ويعرف بصوت القلب الأول (first heart sound (S1 وهو صوت lub أول صوت من اصوات القلب الطبيعية lub-dub. وعندما ينغلق الصمام الرئوي (pulmonary valve) والصمام الأبهري الاورطي (Aorta vulve) في نهاية الانقباض تسمع قصفة سريعة نسبياً لأن هذه الصمامات تنغلق بسرعة وتهتز البنى المحيطة بها لزمن قصير وهذا الصوت يدعى صوت القلب الثاني second heart sound S2 مكون صوت ال dub وهو ثاني صوت من اصوات القلب الطبيعية lub-dub .
لغط القلب Murmurs :نتيجة للتقدم الطبي في العقود الأخيرة يتم تشخيص وعلاج ثقوب القلب مبكرا، ولذلك يندر أن يعاني من أعراض هذا المرض الآن، أطفال في سن الدراسة أو مراهقون. لكن في أحيان نادرة يوجد مراهقون يعانون من ثقوب في القلب وتشمل الأعراض لديهم: «الإحساس بالتعب والضعف خاصة بعد ممارسة الرياضة، وفقدان الشهية، وعدم زيادة الوزن وصعوبة التنفس»، وبالنسبة للرضع وفي حالة وجود ثقب صغير الحجم، لا توجد أعراض، ويكون نمو الطفل ورضاعته طبيعية، وغالبا ما يتم اكتشافها صدفه عن طريق الفحص الروتيني للطفل، حيث يتم سماع أصوات غريبة على صوت القلب الطبيعي وهذه الأصوات تسمى لغط القلب

## انظر ايضًا
- لغط القلب

## وصلات خارجية
- University of Michigan Heart Sound and Murmur Library.
- Heart Sounds & Murmurs. جامعة دندي.
- Auscultation Assistant. UCLA
- Heart Sounds - Heart Murmurs. practicalclinicalskills.com